# Imperial War Museum

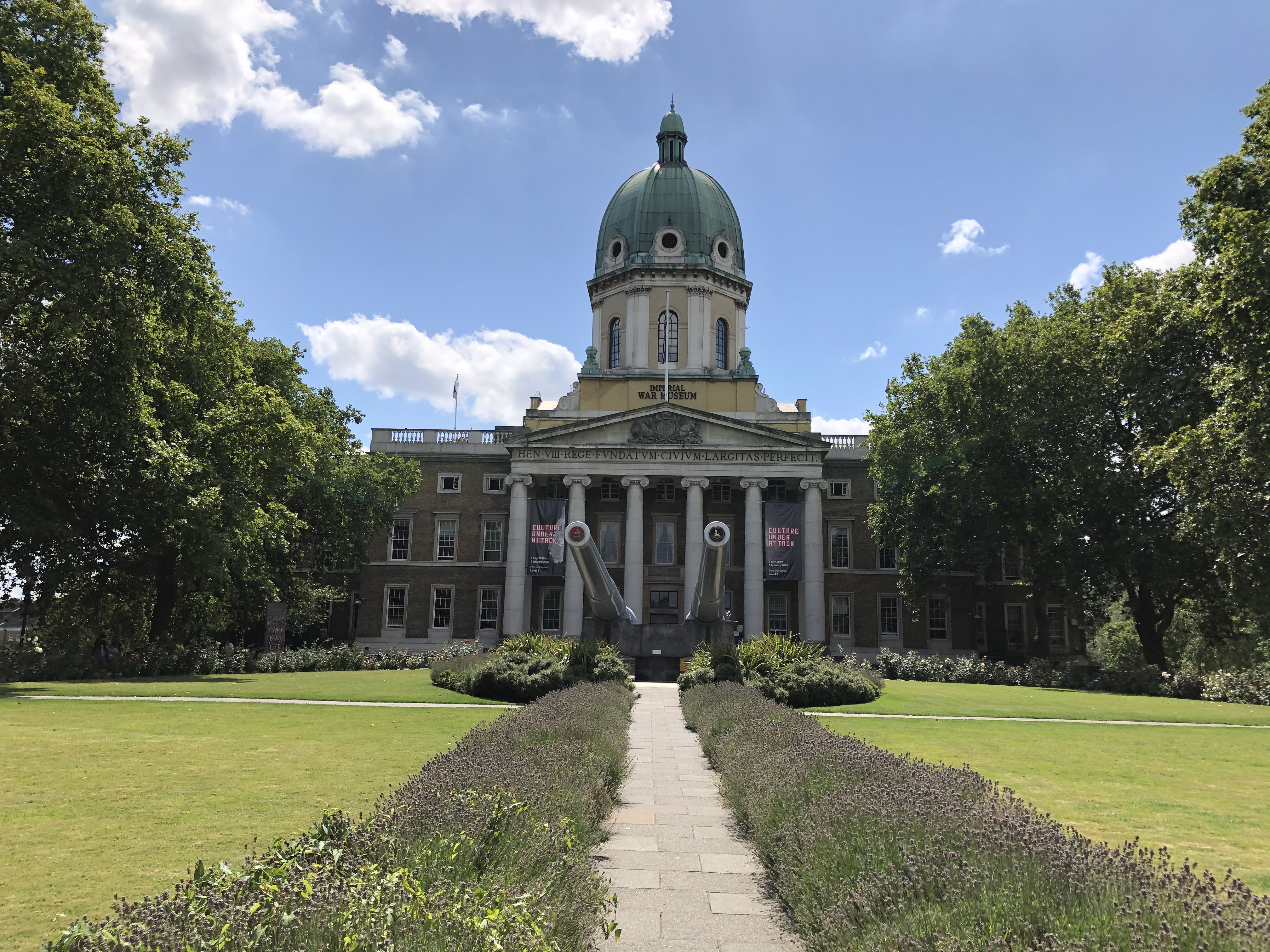
Imperial War Museum (Foto: 2019)

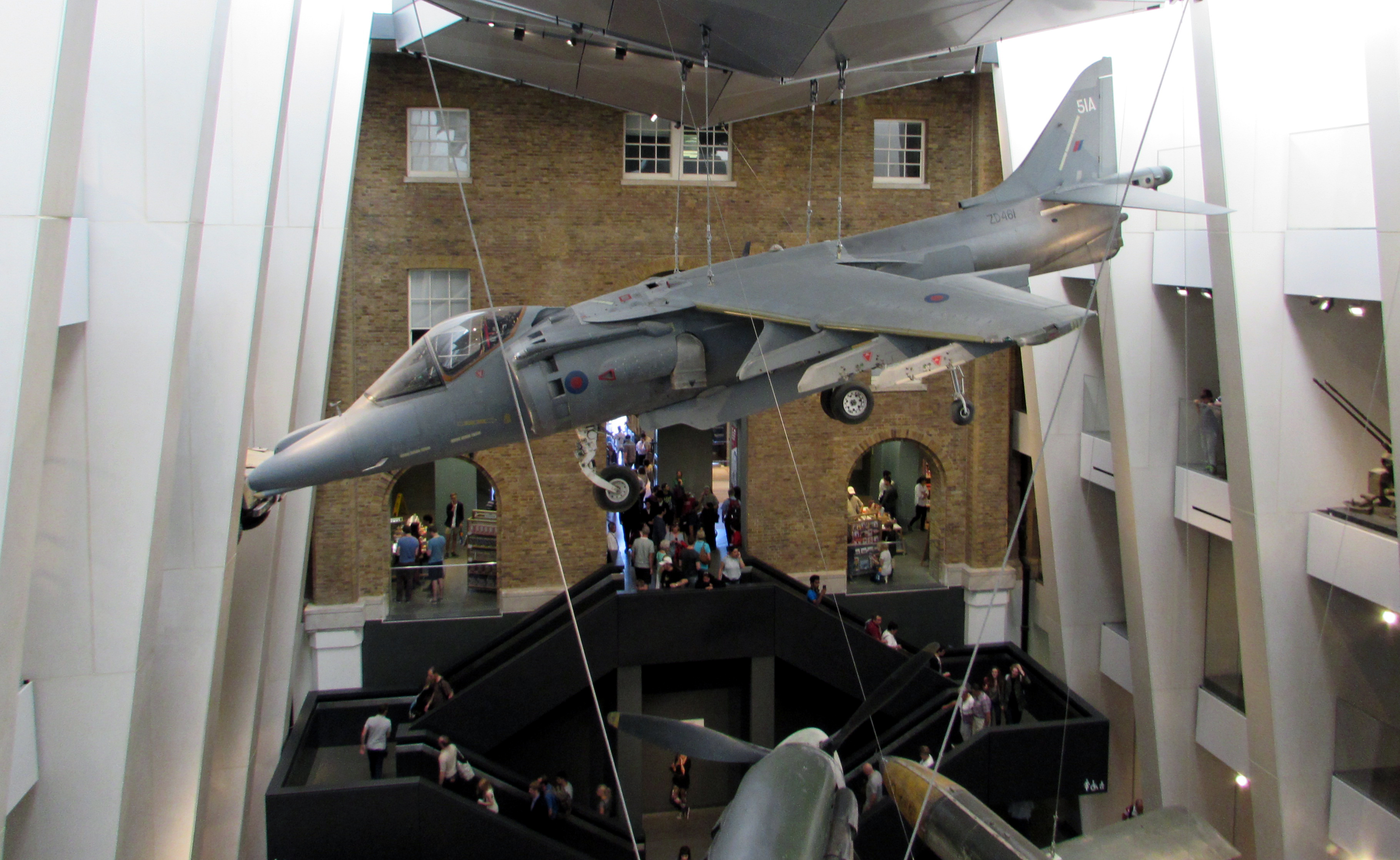
Innenhof nach der Neugestaltung 2014

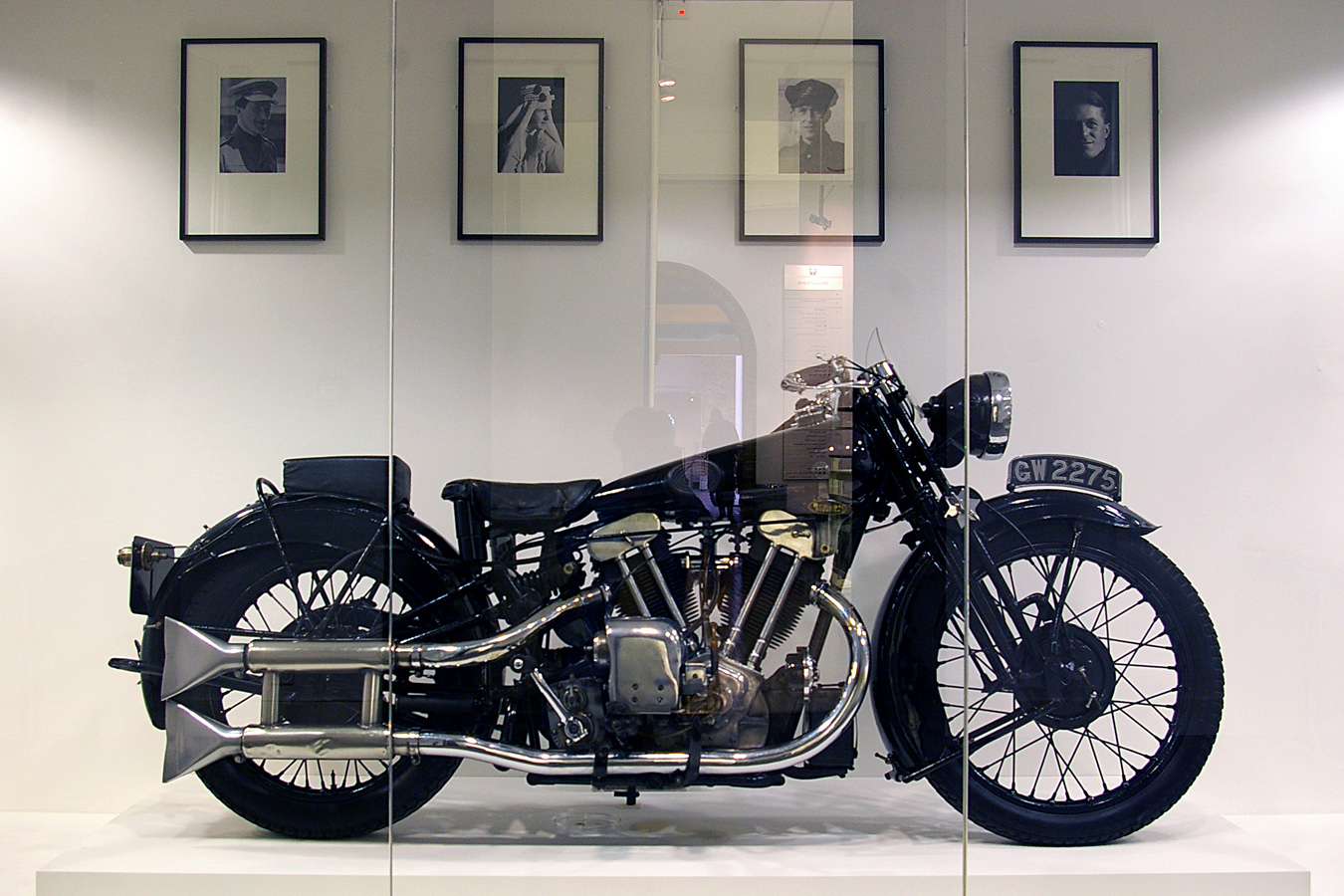
Die Brough Superior von T. E. Lawrence

George Clausen: In der Kanonenfabrik des Arsenals von Woolwich (1918)

Das Imperial War Museum (englisch für Imperiales bzw. Kaiserliches Kriegsmuseum) in London ist eines der bedeutendsten Kriegsmuseen weltweit.

## Geschichte
Das Imperial War Museum entstand noch während des Ersten Weltkrieges auf Grund einer Initiative von Privatleuten, zu denen der Industrielle Alfred Mond, 1. Baron Melchett, der Schriftsteller Sir William Martin Conway und der Kurator der Waffensammlung im Tower of London, Charles ffoulkes, gehörten. Die britische Regierung sah in dem geplanten Museum vor allem eine Möglichkeit der Propaganda und unterstützte die Arbeit finanziell.
Im Jahre 1917 sammelte das Museumskomitee mit Hilfe der britischen Botschaften im befreundeten und neutralen Ausland und mit Hilfe von Privatleuten Material. Conway begab sich persönlich nach Frankreich, um Gegenstände, die nicht mehr benötigt wurden, für das Museum zu sichern.
Im Tower of London gab es keinen Platz, zudem wollte man in den Royal Armouries keine Artefakte der modernen Kriegsführung in die Sammlung aufnehmen. Das Imperial War Museum hatten den ersten Standort Crystal Palace, dann im Science Museum und schließlich in Lambeth.
Von Anfang an gingen die Planungen über ein reines Militärmuseum hinaus. Es sollte gezeigt werden, wie der Krieg Menschen aller sozialen Schichten in allen Ländern des Empires betrifft. Die ersten Ausstellungen thematisierten dann auch die Arbeit des Roten Kreuzes oder Frauenarbeit im Krieg. Zudem beauftragte das Kriegspropagandabüro einige Künstler, direkt an der Front den Kriegsalltag zu dokumentieren. Hierzu gehörten die Maler William Orpen, Paul Nash, Muirhead Bone und Wyndham Lewis. Heute besitzt das Museum über 15.000 Gemälde, Zeichnungen und Skulpturen.

## Gegenwart
Das Museum befasst sich in erster Linie mit den beiden Weltkriegen. Neben der Ausstellung von Waffen, Fahrzeugen und anderem technischen Gerät im Atrium des Hauses ist eine Etage der Militär- und Kulturgeschichte beider Kriege gewidmet. Gezeigt werden weniger Schriftstücke oder Fotos als vielmehr Uniformen, Alltagsgegenstände und Ähnliches. Einen herausragenden Stellenwert im Museum nimmt der Holocaust ein, über den eine eigene Ausstellung angelegt wurde. Weitere Abschnitte beschäftigen sich mit anderen Kriegen des 20. Jahrhunderts, in die britische Soldaten involviert waren. Darüber hinaus werden regelmäßig Wechselausstellungen erarbeitet.
Das Museum gestaltet seine Ausstellungen aus der Perspektive des britischen Militärs und der britischen Gesellschaft. Dies äußert sich beispielsweise im Ausstellen von erbeutetem Kriegsgerät, der intensiven Beschäftigung mit der Bombardierung Londons durch die deutsche Luftwaffe im Zweiten Weltkrieg oder der westlichen Interpretation des Ost-West-Konflikts.
Im Herbst 2012 wurde aus Anlass der damals bevorstehenden Gedenktage zum Ersten Weltkrieg ein Umbau für umgerechnet 50 Millionen Euro begonnen. Vor allem gestaltete das Museum die First World War Galleries völlig um, die neuen Ausstellungsräume wurden am 17. Juli 2014 von Prince William eröffnet.
2019 wurden das Imperial War Museum von rund 1,07 Millionen Personen besucht. 2024 betrug die Besucherzahl etwa 810.000 Personen.

## Außenstellen

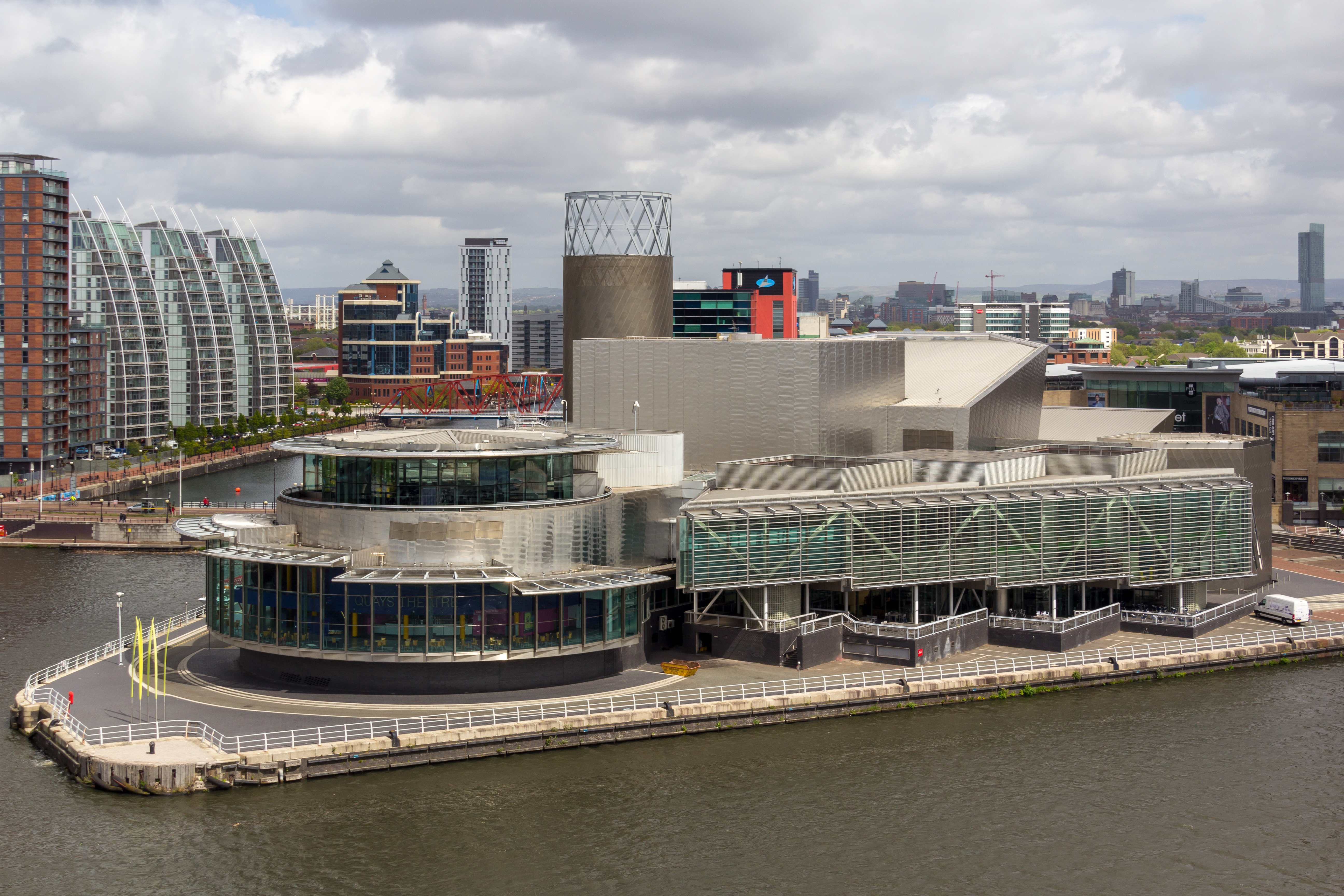
Imperial War Museum North

Es gibt eine Außenstelle in Manchester namens Imperial War Museum North. Es wurde von dem Architekten Daniel Libeskind entworfen.
Das Museumsschiff Belfast in London sowie die Cabinet War Rooms und das Churchill Museum gehören ebenso zum Imperial War Museum.
Flugzeuge zeigt das Imperial War Museum Duxford bei Cambridge.

## Exponate (Auswahl)

Gemälde des brennenden Hilfsschiffes Dunraven 1917 von Charles Pears
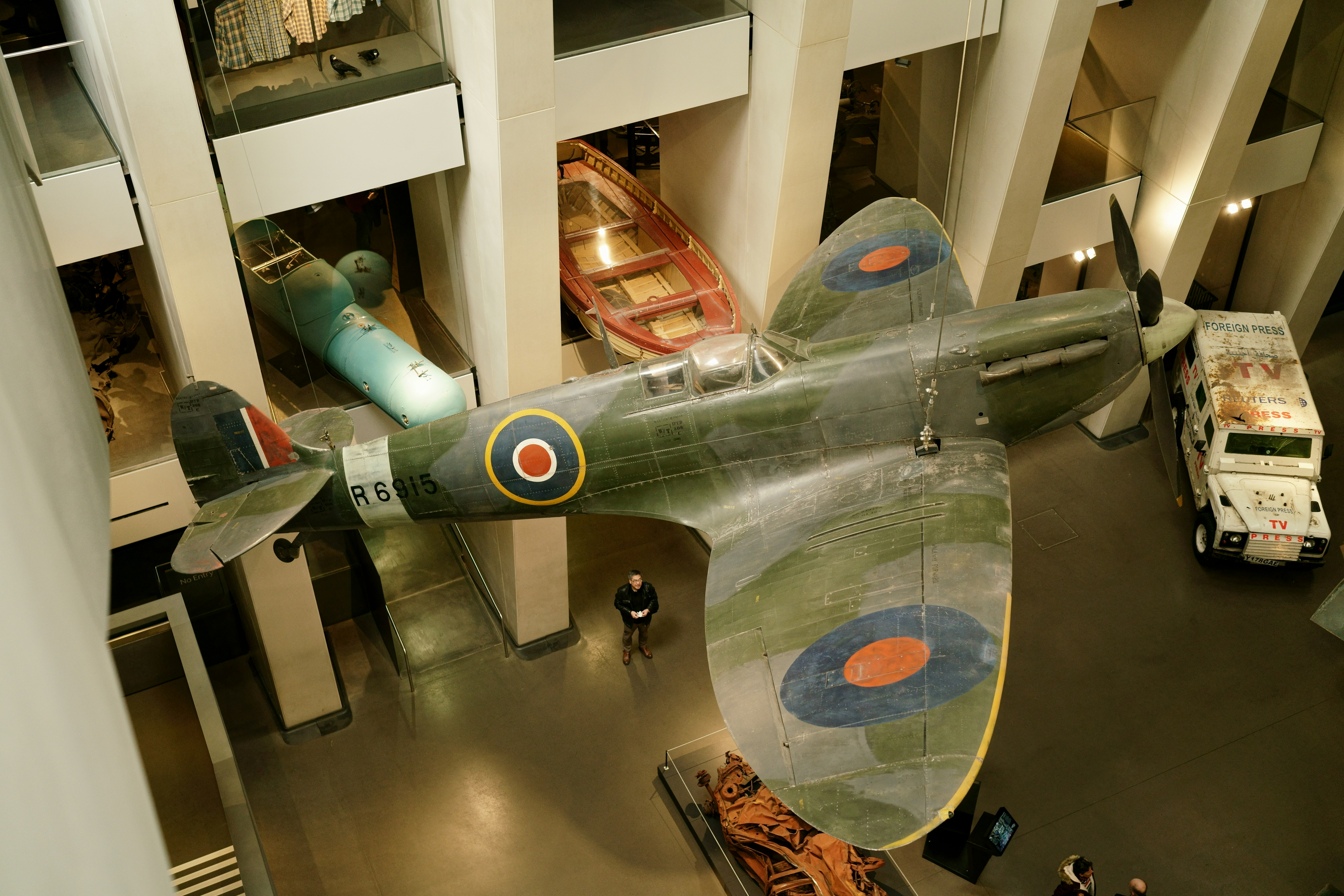
Supermarine Spitfire
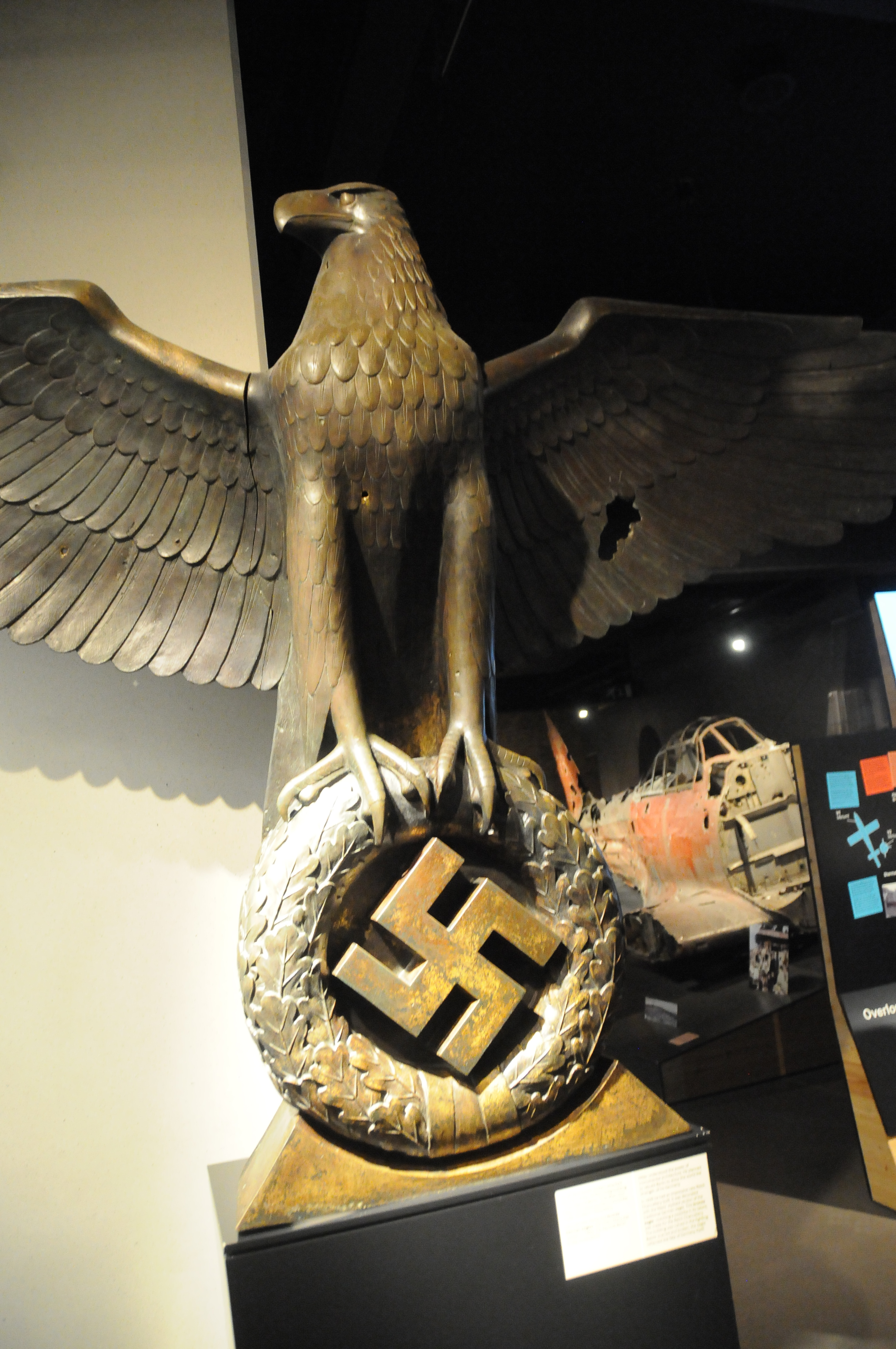
Adler von der neuen Reichskanzlei
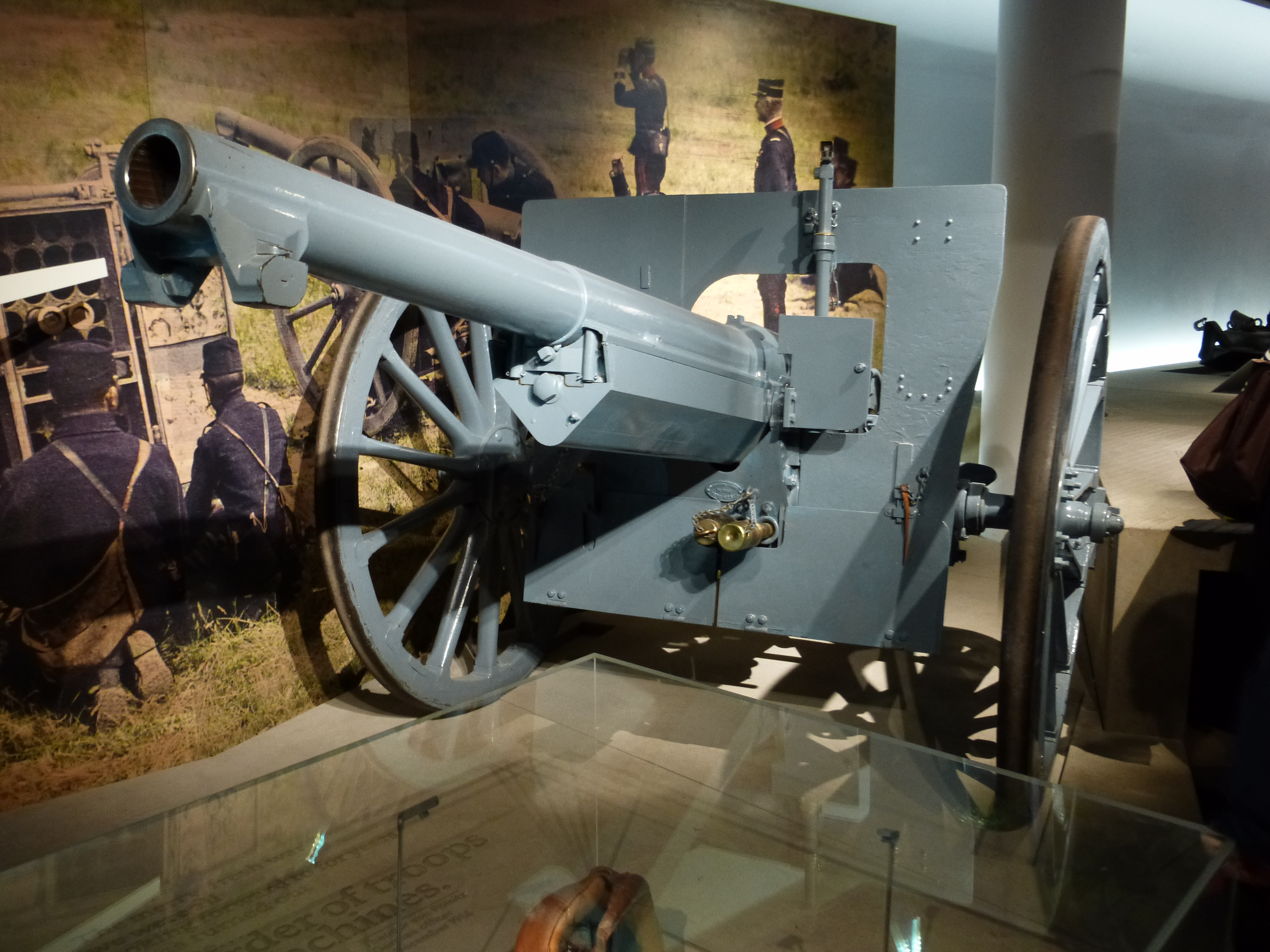
Französisches 75-mm-Geschütz 1897
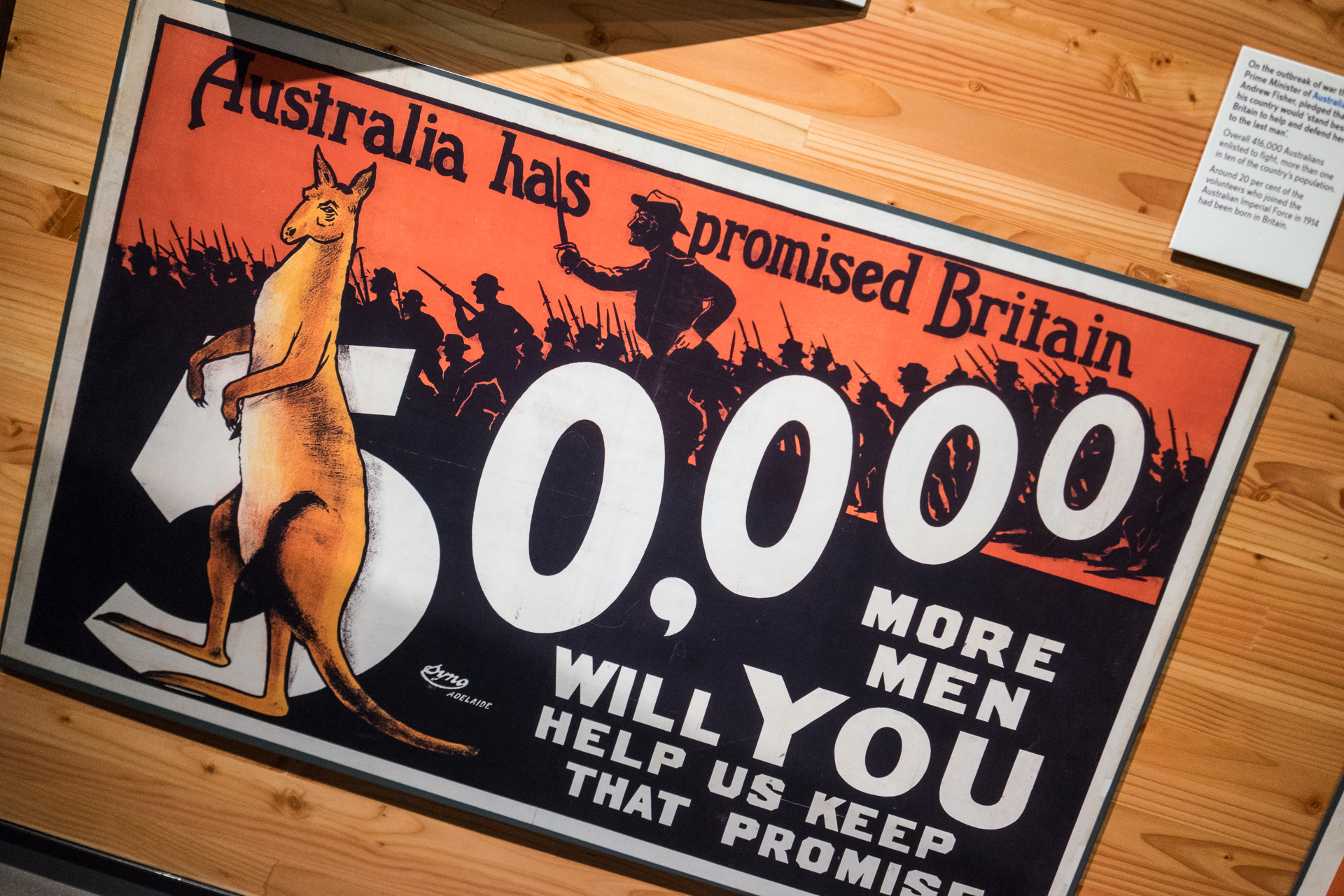
Australisches Rekrutierungsplakat
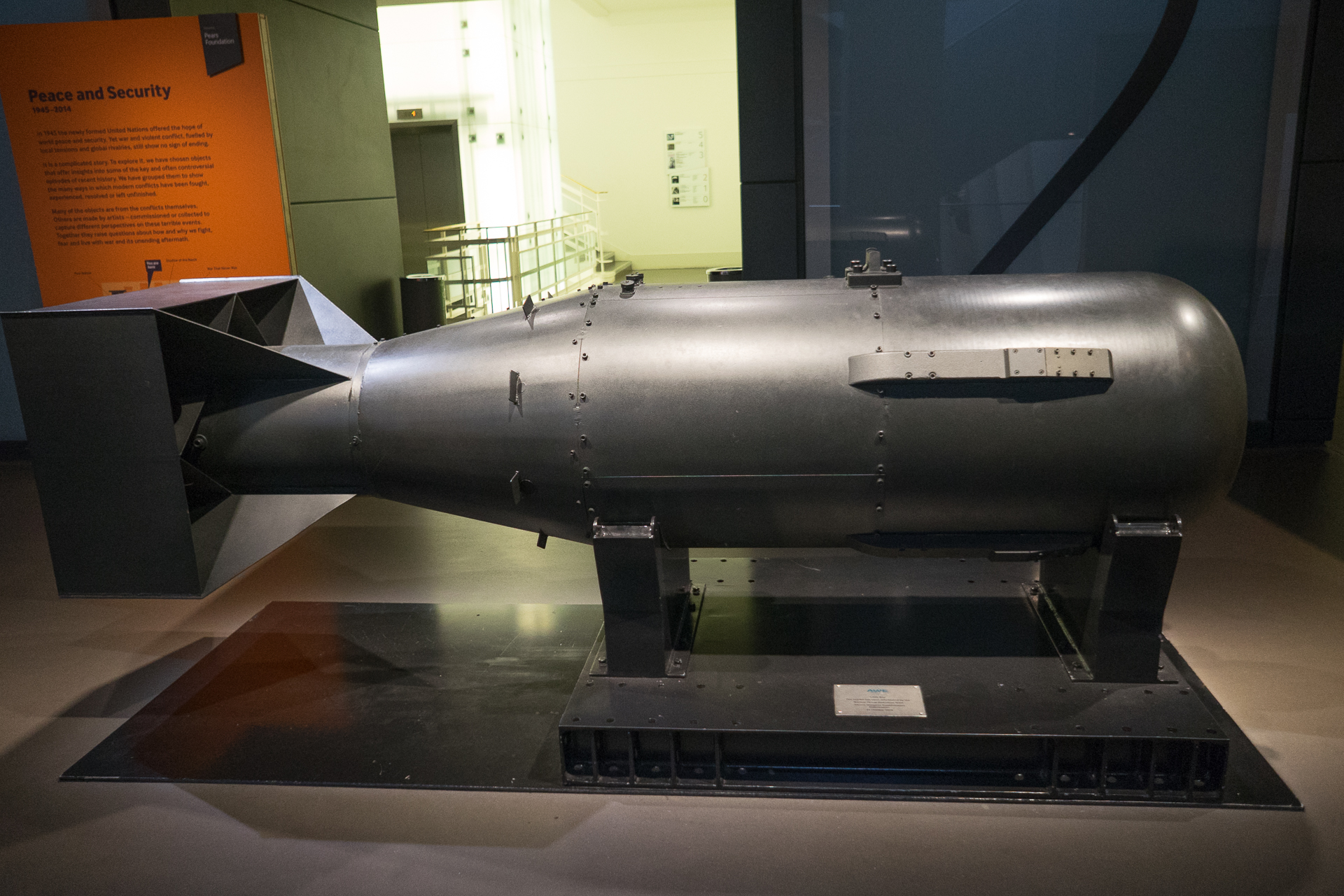
Nachbau der Atombombe „Little Boy“

Es werden ebenfalls eine V1 und eine V2 ausgestellt, der Motor der Fokker Dr.I von Manfred von Richthofen, und die Frontscheibe der Royal Aircraft Factory S.E.5 des Britischen Jagdfliegers James McCudden.